# Orient
『Orient』（オリエント）は、2010年8月4日に発売された、元ちとせのカヴァーアルバム。同日に洋楽カヴァーアルバムである『Occident』も発売されている。

## 概要
タイトルは｢日出ずる国（東洋）｣を意味し、同日発売された洋楽カヴァーアルバム『Occident』と対をなす意味合いが込められている。
通常盤は全11曲であるが、初回限定CDにはボーナストラックとして2曲が追加されている。その1曲｢幻燈記｣は本アルバム唯一のオリジナル楽曲である。

## 収録曲
1. やわらかな月 (5：03)
作詞・作曲：山崎将義 編曲：服部隆之
2. 雫 (4:14)
作詞・作曲：大橋卓弥:/常田真太郎 編曲：間宮工
※NHKアニメ『獣の奏者エリン』OP
3. コリアンドル (5:18)
作詞・作曲・編曲：上田現
4. 遠くへ行きたい (3:06)
作詞：永六輔 作曲：中村八大 編曲：ライオンメリィ
5. 名前のない鳥 (4:20)
作詞・作曲：山崎将義 編曲：間宮工
6. 百合コレクション (5:01)
作詞・作曲：あがた森魚 編曲：ライオンメリィ
7. ハレルヤ (2:33)
作詞・作曲：岡本定義 編曲：常田真太郎
8. 熱き心に (4:44)
作詞：阿久悠 作曲：大瀧詠一 編曲：羽毛田丈史
※味の素ゼネラルフーヅ マキシム CM
9. 夜に詠めるうた (2:52)
作詞・作曲：K･Y･O･K･O 編曲：間宮工
10. 冬景色 (3:17)
作詞・作曲：不詳 編曲：間宮工
11. なごり雪 (4:08)
作詞・作曲：伊勢正三 編曲：松浦晃久
※養命酒製造「ハーブの恵み」TVCMソング

### 初回限定ボーナストラック
1. 死んだ女の子 (4:02)
作詞：ナジム・ヒクメット 作曲：外山雄三 編曲：坂本龍一 日本語訳：中本信幸
※映画『キャタピラー』主題歌
2. 幻燈記 (3:33)
作詞：HUSSY_R 作曲：内池秀和 編曲：間宮工
※NHKドラマ『幻の甲子園』主題歌

## 演奏
- 元ちとせ
  - Vocal
  - Marimba (#10)
  - Timpani (#13)
- 田代耕一郎：Bouzouki, Charango, 12 Strings Acoustic Guitar (#1)
- 朝川朋之、田口裕子：Harp (#1)
- 金原千恵子ストリングス：Strings (#1)
- 庄司さとし：Cor anglais (#1)
- あらきゆうこ：Drums (#2)
- 沖山優司：Bass (#2)
- ライオン・メリィ
  - Accordion (#2.4.6)
  - Synthesizer (#4)
  - Programming (#4.6)
  - Piano, Harpsichord (#13)
- 高橋結子：Percussion (#2.13)
- 阿部美緒：Violin (#2)
- 間宮工
  - Acoustic Guitar (#2.4.6)
  - Bouzouki (#2.4)
  - Electric Guitar (#2.5.10)
  - Banjo (#4)
  - Acoustic Piano (#5)
  - Programming (#5.13)
  - Gut Guitar (#9.13)
- 杉野寿之：Drums, Clap (#3)
- 石川具幸：Bass, Chorus, Clap (#3)
- 奥村大：Electric Guitar, Acoustic Guitar, Percussion, Chorus, Clap (#3)
- 川村結花：Acoustic Piano, Hammond Organ (#3)
- 増井朗人：Trombone (#3)
- 平田直樹：Trumpet (#3)
- コバヤシケン：Tenor Sax, Baritone Sax (#3)
- 佐久間順平：Violin (#3)
- 森川欣信：Ukulele, Clap (#3)
- 山崎まさよし：Acoustic Guitar (#5)
- 長山雄治：Wood Bass (#6)
- 藤井珠緒：Percussion (#6.9)
- 常田真太郎 (スキマスイッチ)：All Instruments (#7)
- 山木秀夫：Drums (#8)
- 美久月千晴：Bass (#8)
- 石成正人：Guitar (#8)
- 弦一徹ストリングス：Strings (#8)
- 羽毛田丈史：All Other Instruments (#8)
- 橋本歩：Cello (#10.13)
- 秦基博：Chorus (#11)
- 松浦晃久：Acoustic Guitar, Piano (#11)
- 坂本龍一：Acoustic Piano, Keyboards, Programming (#12)
- Daniel Bernand Roumain & The Mission String Ensemble：Strings (#12)
- Samir Chatterjee：Tabla (#12)
- Carlos Nunez：Tin Whistle (#12)
- 松原秀樹：Bass (#13)